# Die Hard (serie di film)

Bruce Willis veste i panni del personaggio di John McClane nella prima apparizione

Die Hard è una popolare saga cinematografica poliziesca d'azione creata da Roderick Thorp e distribuita dalla 20th Century Fox, che narra le vicende del poliziotto John McClane, interpretato da Bruce Willis.
I film della serie sono stati prodotti e si sviluppano in un arco di tempo di 25 anni, dal 1988 al 2013.

## Film della serie
1. Trappola di cristallo (Die Hard), regia di John McTiernan (1988)
2. 58 minuti per morire - Die Harder (Die Hard 2), regia di Renny Harlin (1990)
3. Die Hard - Duri a morire (Die Hard with a Vengeance), regia di John McTiernan (1995)
4. Die Hard - Vivere o morire (Live Free or Die Hard), regia di Len Wiseman (2007)
5. Die Hard - Un buon giorno per morire (A Good Day to Die Hard), regia di John Moore (2013)

## Trama

### Trappola di cristallo
John McClane giunge a Los Angeles per passare il Natale con la famiglia. Il palazzo dove lavora la moglie Holly però viene preso di mira per un attacco terroristico, e i lavoratori dell'azienda presi in ostaggio. McClane entrerà in azione per salvare la moglie e fermare l'attacco del gruppo di terroristi capitanati da Hans Gruber.

### 58 minuti per morire - Die Harder
McClane attende in aeroporto l'atterraggio dell'aereo della moglie per passare insieme il Natale, quando un gruppo di terroristi assale l'aeroporto e ne blocca il traffico aereo, per liberare un dittatore in arrivo da un Paese dell'America Latina. Il poliziotto dovrà così fermare i terroristi e darsi da fare per far atterrare tutti gli aerei fermi in aria in attesa che si sistemino le cose.

### Die Hard - Duri a morire
Il fratello di Hans Gruber arriva in America con lo scopo di vendicarne la morte e rubare l'oro della Federal Reserve. Inizia così un gioco di comandi verso McClane, costretto a obbedire dal ricatto di una bomba piazzata in una scuola pubblica.

### Die Hard - Vivere o morire
Un attacco informatico metterà in ginocchio gli Stati Uniti, e McClane si troverà immischiato nella vicenda per proteggere un hacker che potrebbe salvare la nazione.

### Die Hard - Un buon giorno per morire
John McClane parte per la Russia per tirare fuori di prigione il figlio ma le autorità locali sono ben poco disponibili al dialogo. Durante il suo soggiorno a Mosca, scopre che dietro l'arresto del figlio si nasconde un piano terroristico.

## Personaggi ricorrenti e interpreti
Gli spazi grigi indicano che il personaggio non è presente nel film.
| Personaggio             | Film                         | Film                                     | Film                            | Film                              | Film                                        |
| Personaggio             | Trappola di cristallo (1988) | 58 minuti per morire - Die Harder (1990) | Die Hard - Duri a morire (1995) | Die Hard - Vivere o morire (2007) | Die Hard - Un buon giorno per morire (2013) |
| ----------------------- | ---------------------------- | ---------------------------------------- | ------------------------------- | --------------------------------- | ------------------------------------------- |
| John McClane            | Bruce Willis                 | Bruce Willis                             | Bruce Willis                    | Bruce Willis                      | Bruce Willis                                |
| Hans Gruber             | Alan Rickman                 |                                          | (flashback)                     |                                   |                                             |
| Holly Gennaro           | Bonnie Bedelia               | Bonnie Bedelia                           | (voce)                          | (foto)                            |                                             |
| Al Powell               | Reginald VelJohnson          | Reginald VelJohnson                      |                                 |                                   |                                             |
| Richard Thornburg       | William Atherton             | William Atherton                         |                                 |                                   |                                             |
| John 'Jack' McClane Jr. | Noah Land                    |                                          |                                 |                                   | Jai Courtney                                |
| Lucy Gennaro-McClane    | Taylor Fry                   |                                          |                                 | Mary Elizabeth Winstead           | Mary Elizabeth Winstead                     |

## Incassi

### Negli USA
- Trappola di cristallo (1988) – 83 008 852 $[1]
- 58 minuti per morire - Die Harder (1990) – 117 540 947 $[1]
- Die Hard - Duri a morire (1995) – 100 012 499 $[1]
- Die Hard - Vivere o morire (2007) – 134 529 403 $[1]
- Die Hard - Un buon giorno per morire (2013) – 67 349 198 $[1]

### Nel mondo
- Trappola di cristallo (1988) – 140 767 956 $[2]
- 58 minuti per morire - Die Harder (1990) – 240 031 094 $[3]
- Die Hard - Duri a morire (1995) – 366 101 666 $[4]
- Die Hard - Vivere o morire (2007) – 388 156 011 $[5]
- Die Hard - Un buon giorno per morire (2013) – 304 654 182 $[3]

## Critica
| Film                                 | Rotten Tomatoes (% recensioni positive - media voto) | Metacritic | Dizionario Morandini |
| ------------------------------------ | ---------------------------------------------------- | ---------- | -------------------- |
| Trappola di cristallo                | 94% (8,2 su 10)                                      | 70 su 100  | 3 su 5               |
| 58 minuti per morire - Die Harder    | 69% (5,9 su 10)                                      | 70 su 100  | 2 su 5               |
| Die Hard - Duri a morire             | 60% (5,8 su 10)                                      | 58 su 100  | 3 su 5               |
| Die Hard - Vivere o morire           | 82% (6,8 su 10)                                      | 69 su 100  | 2,5 su 5             |
| Die Hard - Un buon giorno per morire | 15% (4 su 10)                                        | 30 su 100  | 1 su 5               |

## Videogiochi
Videogiochi tratti ufficialmente dalla serie:
- Die Hard (1990) per Commodore 64 e MS-DOS
- Die Hard (1990) per PC Engine
- Die Hard (1991) per NES
- Die Hard 2: Die Harder (1992) per Amiga, Atari ST, Commodore 64 e MS-DOS
- Die Hard Trilogy (1996) videogioco basato sui primi tre capitoli della saga cinematografica, per Windows, PlayStation e Sega Saturn
- Die Hard Arcade (1996), picchiaduro vagamente collegato con la serie di film, arcade e convertito per Sega Saturn e PlayStation 2
- Die Hard Trilogy 2: Viva Las Vegas (2000) sequel di Die Hard Trilogy, per Windows e PlayStation
- Die Hard: Nakatomi Plaza (2002) sparatutto in prima persona per Windows
- Die Hard: Vendetta (2002) per GameCube, PlayStation 2 e Xbox
- Die Hard (2013) per Android e iOS
- A Good Day to Die Hard (2013) per Android e J2ME